# Okres Krakov
Okres Krakov (Kraków; polsky Powiat krakowski) je okres v polském Malopolském vojvodství. Rozlohu má 1229,62 km² a v roce 2024 zde žilo 303 577 obyvatel. Sídlem správy okresu je město Krakov, které však není jeho součástí, ale tvoří samostatný městský okres.

## Gminy
Městsko-vesnické:
- Krzeszowice
- Skała
- Skawina
- Słomniki
- Świątniki Górne

Vesnické:
| - Czernichów - Igołomia-Wawrzeńczyce - Iwanowice - Jerzmanowice-Przeginia - Kocmyrzów-Luborzyca - Liszki | - Michałowice - Mogilany - Sułoszowa - Wielka Wieś - Zabierzów - Zielonki |

## Města
- Krzeszowice
- Skała
- Skawina
- Słomniki
- Świątniki Górne

## Sousední okresy
| Růžice kompasu | Olkusz   | Miechów      | Proszowice | Růžice kompasu |
| Růžice kompasu | Chrzanów | Sever        | Bochnia    | Růžice kompasu |
| Růžice kompasu | Chrzanów | Okres Krakov | Bochnia    | Růžice kompasu |
| Růžice kompasu | Chrzanów | Jih          | Bochnia    | Růžice kompasu |
| Růžice kompasu | Wadowice | Myślenice    | Wieliczka  | Růžice kompasu |